# Josefin Nordlöw
Karin Josefin Nordlöw (Örnsköldsvik, 9 de març de 1982) és una esportista sueca que va competir en piragüisme en la modalitat d'aigües tranquil·les, guanyadora de dues medalles al Campionat Mundial de Piragüisme entre els anys 2006 i 2009, i quatre medalles al Campionat Europeu de Piragüisme entre els anys 2005 i 2009.

## Palmarès internacional
| Campionat Mundial | Campionat Mundial       | Campionat Mundial | Campionat Mundial |
| Any               | Lloc                    | Medalla           | Competició        |
| ----------------- | ----------------------- | ----------------- | ----------------- |
| 2006              | Szeged ( Hongria)       | 3                 | K4 200 m          |
| 2009              | Dartmouth ( Canadà)     | 3                 | K2 500 m          |
| Campionat Europeu |                         |                   |                   |
| Any               | Lloc                    | Medalla           | Competició        |
| 2005              | Poznań ( Polònia)       | 3                 | K4 200 m          |
| 2006              | Račice ( Txèquia)       | 3                 | K4 200 m          |
| 2007              | Pontevedra ( Espanya)   | 3                 | K4 200 m          |
| 2009              | Brandenburg ( Alemanya) | 1                 | K2 1000 m         |